# Way Kalam
Way Kalam is een bestuurslaag in het regentschap Lampung Selatan van de provincie Lampung, Indonesië. Way Kalam telt 991 inwoners (volkstelling 2010).